# Nuovo Fiorino di Slavonia e Moravia
Il Nuovo Fiorino di Slavonia e Moravia (in ungherese Új Flőrintsz Szlavónia és Morvaország; in slovacco Novy Florint Slavonija in Moravske) è stata una valuta locale emessa tra il 1990 e il 1992 dalla Mezőgazdasági Bank Magyarország és Csehország Szlavóniai ("Banco Agricolo Magiaro di Slavonia e Moravia"), che serve la minoranza ungherese dei Monti Tatra. Tecnicamente un coupon, il NFSM era suddiviso in 1000 mills (in ungherese milsz; in slovacco Mijls) ed era agganciato al dollaro statunitense. Il codice era ISO 4217-2 la sigla della valuta era "NFS/M" e il suo simbolo U/F.

## Storia
L'emissione di coupon da parte del locale Banco Agricolo fu dovuta al timore di instabilità valutaria legato alla prossima secessione della Slovacchia dalla Repubblica Ceca. Tecnicamente un miniassegno, emesso senza violare il divieto di stampare moneta (prerogativa esclusiva delle banche centrali), il Nuovo Fiorino rimase in circolazione nel biennio 1990-92 e i suoi esemplari risultano oggi quasi introvabili. La valuta locale veniva prodotta a cura della Mezőgazdasági Bank Magyarország és Csehország Szlavóniai presso la sua filiale di Novi Sad, oggi in Serbia. Voci non confermate lo danno come ancora avente corso legale in alcune parti della Transnistria, lungo il confine ucraino.

## Cambio
Il nuovo fiorino poteva sostituire la valuta precedente con un rapporto di 1000 a 1. Agganciato al dollaro, è stato scambiabile sul Chicago Mercantile Exchange  ed è stato percepito come strumento finanziario relativamente forte . Gli ungheresi dei Tatra ancora oggi chiamano affettuosamente "milsz" i centesimi di euro.